# Francesco Cocchi
Francesco Cocchi (Budrio, 13 febbraio 1788 – Bologna, 1865) è stato un pittore e scenografo italiano.

## Biografia
Fece il suo tirocinio presso Antonio Basoli, pittore e incisore neoclassico e poi lavorò per molti anni all’estero, a Amburgo come scenografo
Fu professore di Prospettiva all’Accademia Clementina di Bologna.
Nel 1852 affrescò diversi soffitti dell'appartamento nobile del Palazzo Malvezzi De' Medici di Bologna, oggi sede della provincia. In collaborazione con Andrea Pesci e Onorato Zanotti.
Nel 1855 pubblicò uno studio in questa materia